# اولبرامکوستل
اولبرامکوستل (به چکی: Olbramkostel) یک منطقهٔ مسکونی در جمهوری چک است که در ناحیه زنویمو واقع شده‌است. اولبرامکوستل ۱۰٫۷۷ کیلومتر مربع مساحت و ۵۲۳ نفر جمعیت دارد و ۳۶۳ متر بالاتر از سطح دریا واقع شده‌است.